# Ready to drink
Il termine Ready to drink (abbreviato in RTD) indica bevande vendute in forma già preparata e pronta al consumo. I ready to drink possono essere sia bevande alcoliche come ad esempio vodka o rum miscelate con succhi di frutta o analcoliche come ad esempio tè o caffè freddo. Il termine è usato come contrasto per quelle bevande che viceversa richiedono una preparazione per ottenere il prodotto finale.